# 羌活
羌活，又稱作蠶羌、川羌、竹節羌、大頭羌，是中藥材，是傘形科多年生草本植物羌活（Notopterygium incisum Ting ex H.T.Chang） 及同屬植物寛葉羌活 （N. forbessi Boiss.） 或川羌活 （N. franchetii Boiss.） 的根莖和根。主產於四川、甘肅、青海、陝西、雲南、新疆、西藏、河南、湖北等地。生用。

## 性味歸經
- 味辛、苦
- 性溫
- 氣香烈
- 入膀胱、腎經

## 功效應用
- 發散風寒：本品體輕走表，辛溫能發散肌表風寒，用於感冒風寒表實証，由於發汗力較強，而又有止痛作用，尤多用於風寒頭痛、身痛者，常配防風、白芷、蒼朮等同用，如荊防敗毒散。亦有配入解表清熱藥中，以治外感風熱，頭痛明顯者。
- 袪風濕、止痹痛：羌活辛溫能散風寒，苦能勝濕，芳香能止痛，既袪風濕，又能通痹止痛，用於風寒濕痹痛，尤以上半身痛為常用，常配獨活、防風、羌黃，或與黃芪、當歸等同用。
- 亦可治與風濕有關之面神經癱瘓。
- 本品能抑制皮膚真菌。

## 用量用法
３～１０克

## 使用注意
羌活氣雄升散，辛燥性較強，故血虛痹痛、陰虛外感、表虛自汗者均忌用。

## 其他資料
- 《藥性論》謂羌活「治賊風失音不語，多痒血癩，手足不遂，口面喎斜，遍身頑痹。」
- 據化學分析，羌活含有揮發油、有機酸（棕櫚酸、硬脂酸、油酸、亞麻酸）及生物碱等。
- 據藥理研究，羌活所含揮發油對真菌有抑制作用。

## 外部連結
- 羌活 Qianghuo （页面存档备份，存于） 藥用植物圖像數據庫 (香港浸會大學中醫藥學院) （中文）（英文）
- 寬葉羌活 Kuanyeqianghuo （页面存档备份，存于） 藥用植物圖像數據庫 (香港浸會大學中醫藥學院) （中文）（英文）
- 羌活 中藥材圖像數據庫  (香港浸會大學中醫藥學院) （中文）（英文）
- 羌活 Qiang Huo （页面存档备份，存于） 中藥標本數據庫 (香港浸會大學中醫藥學院) （繁體中文）（英文）